# 根雨駅
根雨駅（ねうえき）は、鳥取県日野郡日野町根雨にある西日本旅客鉄道（JR西日本）伯備線の駅である。
日野町の中心駅で、特急「やくも」も約半数が停車する。基本的に当駅に停車する「やくも」は生山駅を通過するが、下り最終列車は両駅共に通過する。事務管コードは▲640405。

## 歴史
- 1922年（大正11年）
  - 7月30日：鉄道省伯備北線（現・伯備線）江尾駅 - 当駅間延伸時に終着駅として開設[1]。
  - 11月10日：伯備北線当駅 - 黒坂駅間延伸、途中駅となる。
- 1928年（昭和3年）10月25日：伯備北線が伯備線の一部となり、当駅もその所属となる。
- 1982年（昭和57年）11月7日：貨物取扱廃止[1]。
- 1985年（昭和60年）3月14日：荷物扱い廃止[1]。
- 1987年（昭和62年）4月1日：国鉄分割民営化に伴い、JR西日本の駅となる[1]。
- 2016年（平成28年）12月17日：ICカード「ICOCA」の利用が可能となる[4][広報 1]。ICカード専用簡易改札機で対応。

## 駅構造

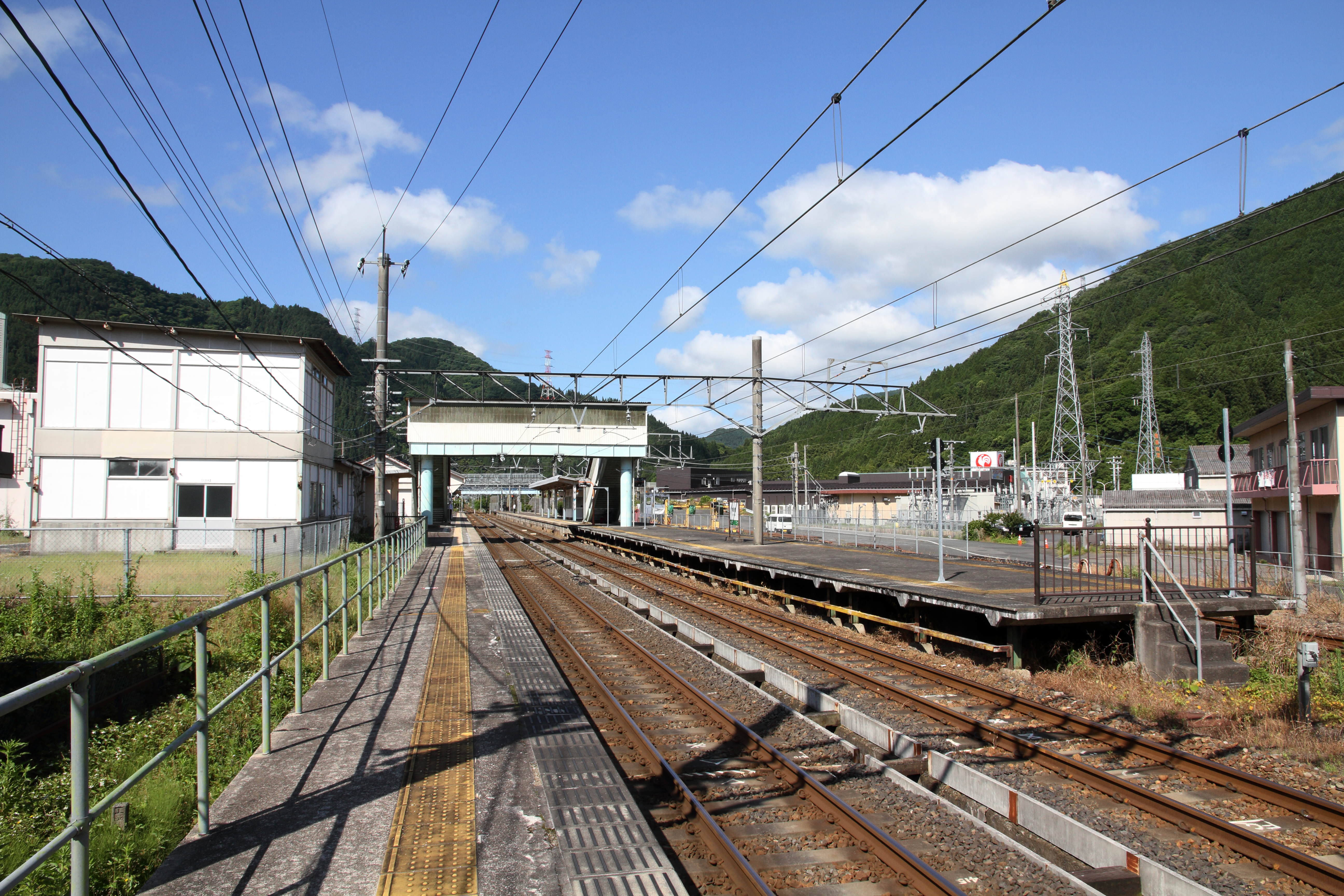
構内（2024年6月）

単式・島式ホームの複合型2面3線を有する列車交換・待避・折返し可能な地上駅。古い木造駅舎が単式1番のりば側にあり、島式の2・3番のりばへは跨線橋で連絡している。
直営駅でみどりの窓口が設置されている。但し早朝と夜間は無人駅となる上、日中5回窓口閉鎖時間（1時間40分 - 15分）がある。

### のりば
| のりば | 路線   | 方向 | 行先           | 備考          |
| ------ | ------ | ---- | -------------- | ------------- |
| 1      | 伯備線 | 上り | 新見・岡山方面 | 一部3番のりば |
| 2・3   | 伯備線 | 下り | 米子・松江方面 |               |

付記事項
- 上り本線は1番のりば、下り本線は2番のりば。3番のりばは上下副本線であり、特急列車の接続・通過待ちに使用されている。信号設備上でも両方向の入線・出発に対応する。
- 2021年10月1日までは、米子発平日22時台の最終が当駅止まりであり、この列車は旅客扱い終了後に米子駅まで回送していた[広報 2]。なお、以前から当駅での夜間留置は行われていない。

## 利用状況
近年の1日平均乗降人員の推移は以下の通り。
| 乗降人員推移 | 乗降人員推移 |
| 年度         | 1日平均人数  |
| ------------ | ------------ |
| 2011         | 548          |
| 2012         | 521          |
| 2013         | 510          |
| 2014         | 502          |
| 2015         | 510          |
| 2016         | 492          |
| 2017         | 447          |
| 2018         | 436          |
| 2019         | 368          |
| 2021         | 258          |

## 駅周辺
- 日野町役場
- 根雨郵便局
- 鳥取銀行
- 山陰合同銀行
- 島根銀行
- 鳥取西部農業協同組合（JA鳥取西部）日野町支所
- 鳥取県立日野高等学校
- 日野町立日野学園
- 日野病院
- 日野保健所
- 米子公共職業安定所根雨出張所（ハローワーク根雨）
- まるごう根雨店
- コメリハード&グリーン日野根雨店
- 日野交通根雨営業所（日本交通系列、タクシーと日野町営バスを担当）
- 国道180号
- 国道181号
- 国道183号

## バスのりば
バスのりばは駅前にあり、それを示すポールが立っている（冒頭画像参照）。停留所の名称は根雨駅前（ねうえきまえ）である。
- 日野町営バス
  - 日野病院・下菅・黒坂駅前・上菅駅前・生山駅前
  - 日野病院・長楽寺入口・別所・小原
  - 日野病院・横路入口・門・金持神社前・板井原（循環）
  - ホワイト急便前・サンプラザ前

## 隣の駅
※特急「やくも」（当駅には一部のみ停車）の隣の停車駅については、列車記事を参照のこと。
西日本旅客鉄道（JR西日本）
 伯備線
黒坂駅 - 根雨駅 - 武庫駅

#### 広報資料・プレスリリース等1次資料
1. ↑  山陰線（出雲市～伯耆大山駅間）、伯備線（根雨駅、生山駅、新見駅）ICOCAご利用開始日・自動改札機ご利用開始日決定! - 西日本旅客鉄道（2016年10月18日付）
2. ↑  2021年秋ダイヤ見直しについて (PDF)